# Peter Widener

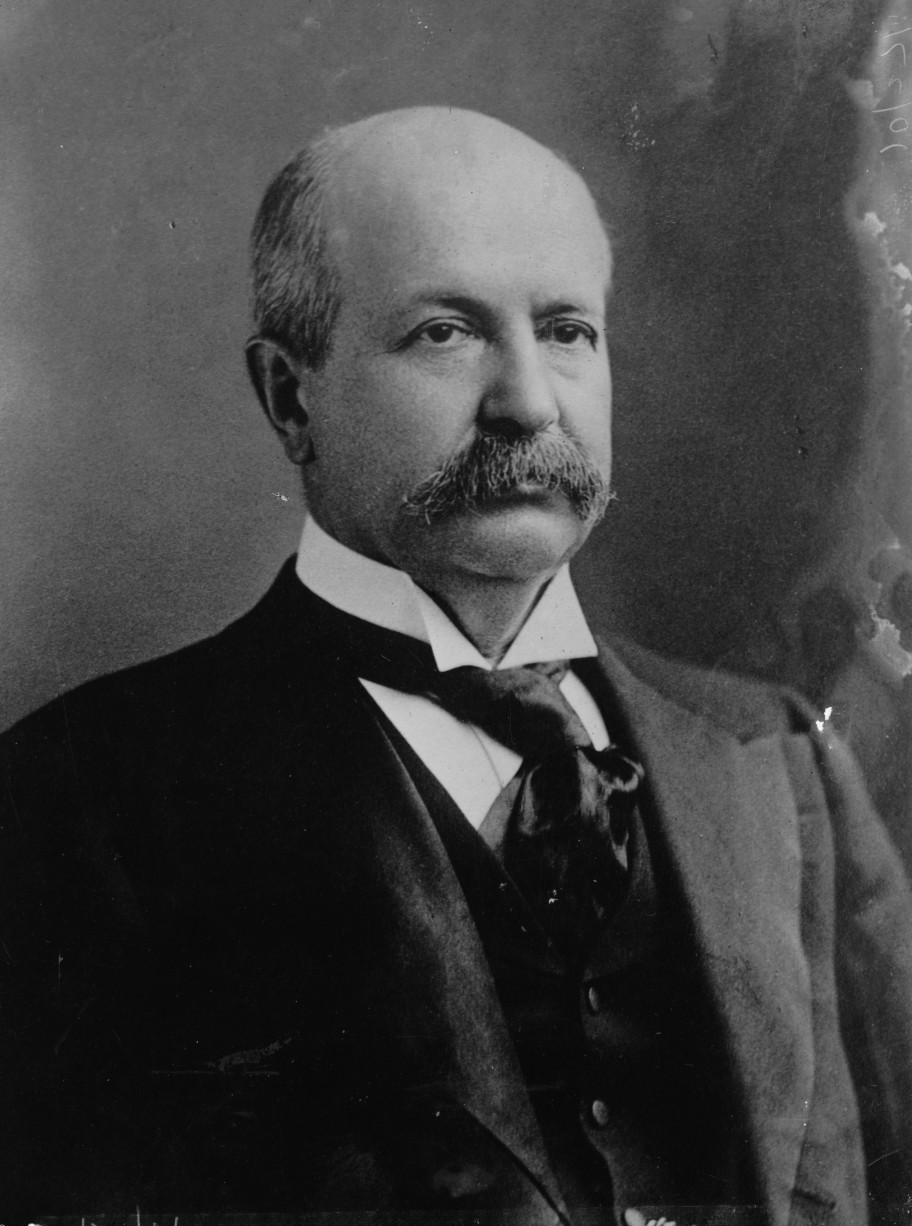
Peter Widener

Peter Arrell Brown Widener (* 13. November 1834 in Philadelphia, Pennsylvania; † 6. November 1915 in Elkins Park, Pennsylvania) war ein US-amerikanischer Transportunternehmer und Kunstsammler.

## Leben
Widener war als Investor in Straßenbahnsysteme sehr erfolgreich und war Gründungsmitglied von Philadelphia Traction Company in Philadelphia. Gemeinsam mit seinem Geschäftspartner William Lukens Elkins investierte er in den Ausbau von Straßenbahnsystemen in anderen US-amerikanischen Städten wie beispielsweise in Chicago. Mit seinen unternehmerischen Gewinnen wurde er Gründungsmitglied der Unternehmen  U.S. Steel und der American Tobacco Company und beteiligte sich an Standard Oil.
Als Kunstsammler war er insbesondere an dem Erwerb europäischer Gemälde der Renaissance und des Barocks interessiert. So erwarb er das Gemälde Small Cowper Madonna von  Raffael  1913 vom Verkäufer Joseph Duveen und 1911 erwarb er das Gemälde Die Mühle von Rembrandt vom britischen Lord Lansdowne. Beide Gemälde gehörten in jenen Jahren zu den weltweit jemals teuersten Gemälden.
Widener war mit Hannah Josephine Dunton (1836–1896) verheiratet, hatte drei Kinder und wohnte mit seiner Familie in der Lynnewood Hall in Philadelphia, Pennsylvania. Sein Sohn George Dunton Widener und sein Enkel Harry Elkins Widener starben 1912 beim Untergang der Titanic. Sein Sohn Joseph Widener stiftete 1939 die von seinem Vater erworbenen Gemälde der National Gallery of Art in Washington, D.C.

## Sonstiges
Widener hatte unter anderem den Bau des US-amerikanischen Schiffes Vixen in Auftrag gegeben. 1896  war das Schiff auf der Crescent Shipyard in Elizabethport (US-Bundesstaat New Jersey) vom Stapel gelaufen. Im Vorfeld des drohenden spanisch-amerikanischen Konfliktes übernahm die US-Marine das Schiff am 9. April 1898.